# Out of this World (album)
 (février 2014).
Si vous disposez d'ouvrages ou d'articles de référence ou si vous connaissez des sites web de qualité traitant du thème abordé ici, merci de compléter l'article en donnant les références utiles à sa vérifiabilité et en les liant à la section « Notes et références ».

Out Of This World - The Complete Warwick Sessions est un album de jazz de Donald Byrd et Pepper Adams sorti originellement en 1961, sur le label Warwick. L'album contient des enregistrements datant du 2 mars 1961 et marque les débuts sur disque de Herbie Hancock au piano et a été réédité sous plusieurs formes.

## Musiciens
- Donald Byrd : Trompette
- Pepper Adams : Saxophone baryton
- Herbie Hancock : Piano acoustique
- Laymon Jackson : Contrebasse
- Jimmy Cobb : Batterie

## Musicien additionnel
- Teddy Charles : Vibraphone sur It's a Beautiful Evening

## Titres
1. Byrd House (Donald Byrd) - 10:52
2. Mr. Lucky (Henry Mancini) - 8:08
3. Day Dreams (Duke Ellington, John Latouche, Billy Strayhorn - 5:10
4. I'm An Old Cowhand (Johnny Mercer) - 9:43
5. Curro's (Donald Byrd) - 11:49
6. It's a Beautiful Evening (Ray Rasch, Dotty Wayne) - 5:22
7. Out Of This World (Harold Arlen, Johnny Mercer) - 9:36

## Rééditions
Original issue, Warwick W 2041
1. "Out of This World" (Harold Arlen, Johnny Mercer)
2. "Curro's" (Donald Byrd)
3. "It's a Beautiful Evening" (Ray Rasch, Dotty Wayne)
4. "Mr. Lucky Theme" (Henry Mancini) (theme of TV-series Mr. Lucky)
5. "Bird House" (Donald Byrd)
6. Day Dreams (Duke Ellington, John Latouche, Billy Strayhorn)

Volume 2, Warwick W 2041-2
1. "I'm an Old Cowhand" (Johnny Mercer) (previously unreleased) 	9:42
2. "Day Dreams"(alt. take) 	4:50
3. "Out of This World" (alt. take) 	3:55
4. "Mr. Lucky" (alt. take) 	6:42
5. "Curro's" (alt. take) 	6:40
6. "Byrd House" (alt. take) 5:50

2010 issue, Fresh Sound Records
1. "Byrd House" 10:52
2. "Mr. Lucky" 8:09
3. "Day Dreams" 5:10
4. "I'm an Old Cowhand" 9:44
5. "Curro's" 11:51
6. "It's a Beautiful Evening" 5:21
7. "Out of This World" 9:40

## Sources
- https://www.discogs.com/fr/Herbie-Hancock-With-Donald-Byrd-Pepper-Adams-Quintet-Out-Of-This-World/master/549265